# Goodison Park
Goodison Park est un stade de football situé à Liverpool, en Angleterre.
Le stade accueille les matchs d'Everton depuis son inauguration le 24 août 1892 (le même jour que le Celtic Park du Celtic FC à Glasgow). Il s'agit de l'un des plus anciens terrains réservés spécifiquement au football. Il est construit dans une zone d'habitation située non loin du cœur de la ville de Liverpool et desservie par des lignes régulières de bus.
À partir de la saison 2025-2026, la section masculine d'Everton quitte le stade, qui devient le domicile de la section féminine.

## Histoire
À travers son histoire, Goodison a connu de nombreux travaux le conduisant dans sa configuration actuelle[réf. souhaitée] à avoir une capacité de maximale de 40 157 places, toutes assises. Les supporteurs d'Everton surnomment le stade « The Grand Old Lady » ou simplement « Goodison »[pertinence contestée]. Il a accueilli plus de matchs de la première division anglaise que n'importe quel autre stade d'Angleterre[réf. souhaitée] ainsi qu'autant de matchs possibles de Premier League depuis sa création, Everton étant l'un des six clubs qui y participent sans interruption depuis sa création en 1892. Le stade a été l'une des enceintes du Championnat d'Angleterre de football D2 au cours des deux périodes où Everton a été relégué en seconde division, la première au cours des années 1930, la seconde en 1954.
En dehors des matchs du club d'Everton, le stade a accueilli la finale de la Coupe d'Angleterre de football et plusieurs matchs internationaux, dont certains matchs de la Coupe du monde de football de 1966. Le record de la plus grande affluence lors d'un match de football féminin est détenu par un match qui s'y déroule dans les années 1920[pertinence contestée]. L'une des spécificités de ce stade sont les parcages "terrace" présents dans les deux tribunes principales hérités de la restructuration d'Archibald Leitch, elles sont aujourd'hui parmi les seules tribunes persistantes avec cette configuration en Angleterre aussi bien conservé, la plupart ayant disparu à la fin des années 90 et au début des années 2000.

## Genèse, inauguration et premières
La genèse de Goodison Park est due à des circonstances particulières : deux groupes de politiciens à l'intérieur de la direction d'Everton voulaient contrôler le club. La construction de Goodison Park a constitué un des moyens du groupe des libéraux pour remporter la décision. Le déménagement d'Everton d'Anfield à Goodison Park constitue un des premiers cas où une équipe a changé de stade en vue d'accroître ses bénéfices.
James Clement Baxter (en), du bureau directeur du club, fit un prêt à taux zéro d'un montant de 1 000 £ pour la construction de Goodison Park. Il s'agissait du premier projet de stade d'Angleterre construit spécifiquement pour accueillir des matches de football. Toutefois, le jour de son inauguration officielle, le 24 août 1892, il n'y eut pas de match de football, mais les 12 000 spectateurs purent assister à un meeting d'athlétisme, suivi d'un concert et d'un feu d'artifice. Le premier match de football à s'y tenir eut lieu le 2 septembre 1892, il opposa Everton FC à Bolton Wanderers FC dans une rencontre amicale remportée par le club résident 4 buts à 2. À cette occasion, Everton FC étrenna de nouvelles couleurs de maillot, saumon et bleu foncé. Le premier match de la Football League à Goodison eut lieu le lendemain, le 3 septembre 1892, contre Nottingham Forest FC et se solda par un nul 2-2. Le premier but en compétition officielle de l'histoire du stade fut marqué à cette occasion par Horace Pike, joueur de Forest. Celui marqué par un joueur d'Everton le fut par Fred Geary (en). Le premier succès d'Everton à Goodison eut lieu à l'occasion de la deuxième rencontre de Football League à s'y tenir, avec une victoire 6-0 contre Newton Heath FC, obtenue devant 10 000 spectateurs.
- Liste des finales de la Coupe d'Angleterre de football: 1894, 1910 (match d'appui).

## Records
Everton détient le record du nombre de matchs de football de première division disputés par rapport à n'importe quel autre club en Angleterre, avec huit saisons de plus que son poursuivant, Aston Villa. Everton a joué à Goodison Park lors de chacune de ses 106 saisons en championnat, ce qui confère à Goodison Park le privilège d'avoir accueilli plus de matchs de première division que tout autre stade en Angleterre. Goodison est le seul stade de club anglais à avoir accueilli une demi-finale de la Coupe du monde de la FIFA. Avant l'agrandissement d'Old Trafford en 1996, Goodison Park détenait le record de la plus grande affluence dominicale dans un stade de la Football League (53 509 spectateurs lors d'un match de la FA Cup contre West Bromwich Albion en 1974).
Everton a remporté 15 victoires consécutives à domicile en championnat entre le 4 octobre 1930 et le 4 avril 1931. Lors de la saison 1931-1932, Goodison Park a été le théâtre du plus grand nombre de buts marqués à domicile au cours d'une saison en championnat, avec 84 réalisations par Everton. Entre le 23 avril 1984 et le 2 septembre 1986, Everton a marqué lors de 47 matchs consécutifs, enregistrant 36 victoires et 7 matchs nuls, avec 123 buts marqués et 38 buts encaissés. L'attaquant écossais Graeme Sharp a inscrit 32 de ces buts.
Jack Southworth détient le record du plus grand nombre de buts marqués lors d'un seul match à Goodison Park, avec six réalisations contre West Bromwich Albion le 30 décembre 1893.
Le plus grand nombre de buts marqués lors d'un match à Goodison Park est de 12, cela s'est produit lors de deux matchs d'Everton contre Sheffield Wednesday (9-3) le 17 octobre 1931 et contre Plymouth Argyle (8-4) le 27 février 1954.

## Transport
Goodison Park est situé à deux miles (3 km) au nord du centre-ville de Liverpool. La gare principale la plus proche est la gare de Liverpool Lime Street. La gare la plus proche du stade est la gare de Kirkdale sur la Northern Line du réseau ferroviaire Merseyrail, située à un peu plus d'un demi-mile (800 m) de distance. Les jours de match, un service de navette fréquent appelé "SoccerBus" est également disponible depuis la gare de Sandhills. En 2007, la gare de Sandhills a subi une rénovation de 6 millions de livres sterling afin d'encourager les gens à utiliser le service ferroviaire.
Avant sa fermeture en 1948, la gare de Walton & Anfield, située sur la Walton Lane, la même route que le Park End, était la gare la plus proche de Goodison Park. Bien qu'Everton se soit maintenant orienté vers un nouveau stade loin de Goodison Park, il a été suggéré que la gare pourrait être rouverte si la ligne Canada Dock, actuellement réservée au fret, accueillait à nouveau des trains de voyageurs.
Des installations de stationnement sont disponibles sur place pour les supporters (limitées à 230 places), et les rues entourant le stade autorisent uniquement le stationnement pour les résidents munis de permis. Le régime de stationnement résidentiel est géré par le conseil municipal de Liverpool.